# Serrodes partita
Serrodes partita là một loài bướm đêm trong họ Erebidae.

## Hình ảnh

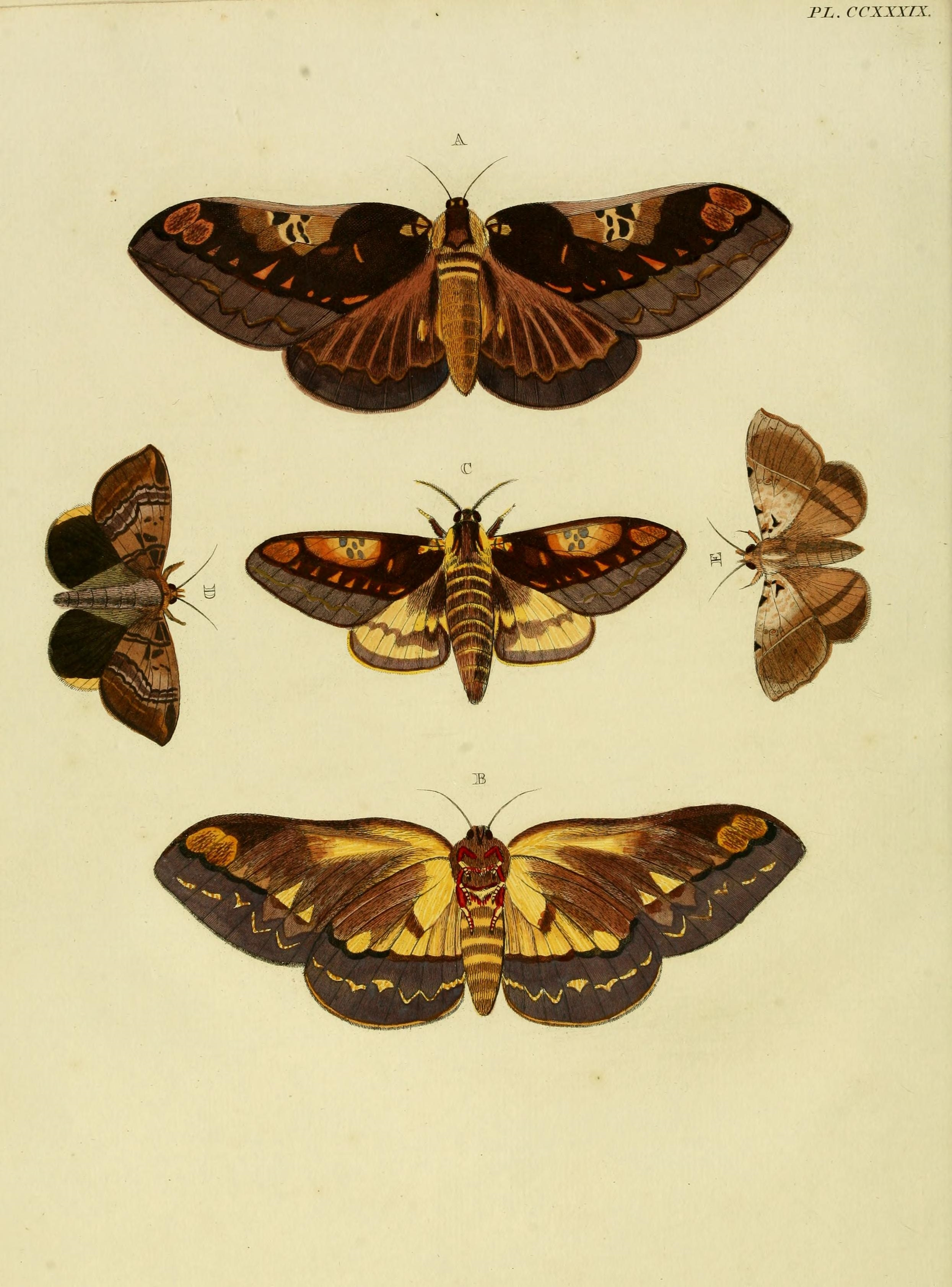